# شهرستان سووتسکی (سرزمین آلتای)
شهرستان سووتسکی (به لاتین: Sovetsky District) یک منطقهٔ مسکونی در روسیه است که در سرزمین آلتای واقع شده‌است.